# Comisario del pueblo
Desde 1917 a 1946, las funciones ministeriales en el gobierno de la Rusia Soviética y, más tarde, la Unión Soviética fueron responsabilidad los comisarios del pueblo (en ruso: Narodny Komissar, o Narkom). Un ministerio se denominaba Comisariado del Pueblo (en ruso: Narkomat), y el órgano ejecutivo era conocido como Consejo de Comisarios del Pueblo (en ruso: Sovnarkom).

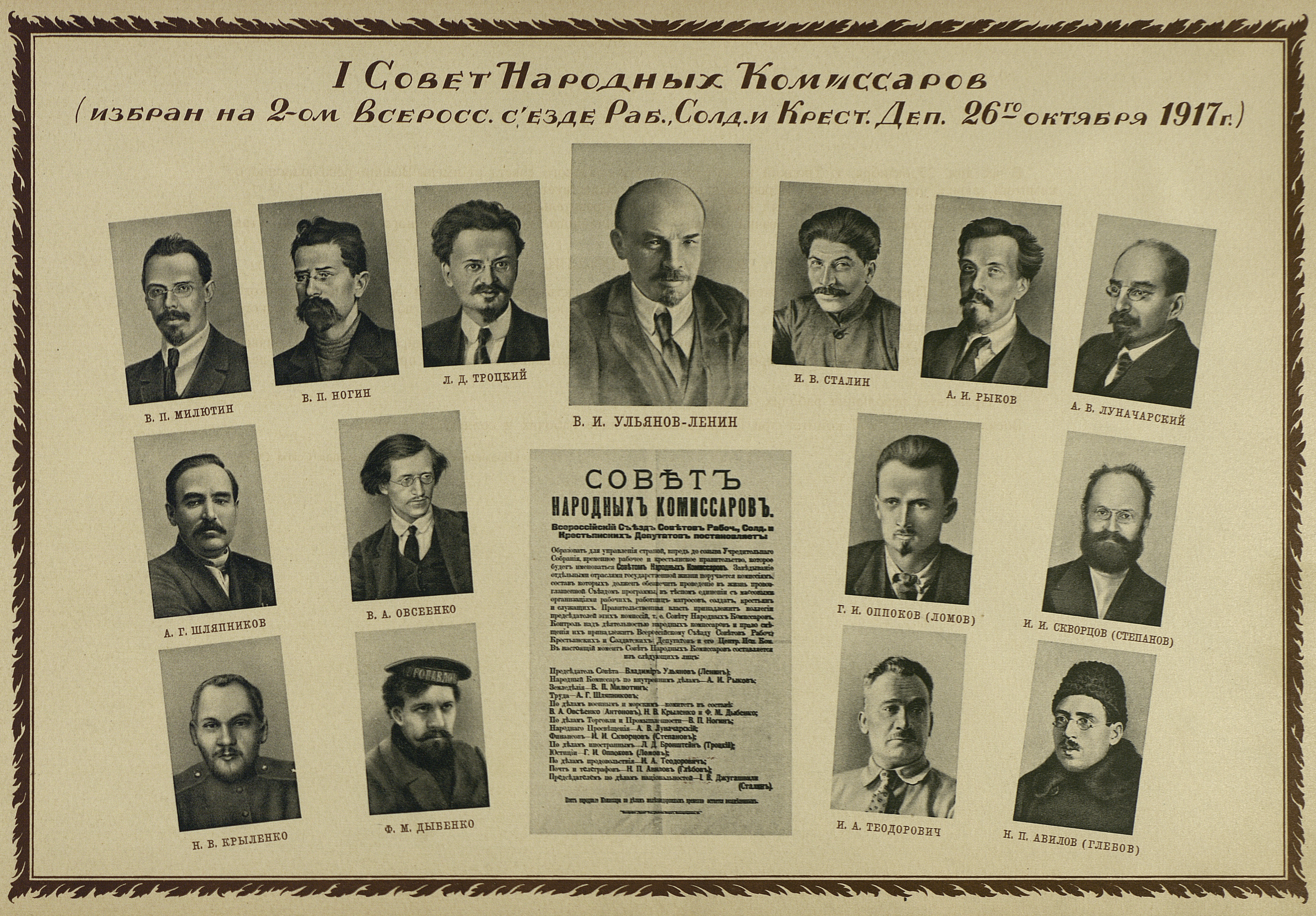
Comisarios del Pueblo elegidos en el Segundo Congreso Panruso de los Soviets, 8 de noviembre de 1917

Los bolcheviques quisieron crear un gobierno de trabajadores y campesinos. Tradicionalmente, el gobierno es un consejo de ministros nombrado por un líder o presidente. Los comunistas, que lo veían como una institución burguesa, quisieron organizar de manera diferente un Estado obrero. Tras la Revolución de Octubre, el poder político estaba en manos de los soviets —consejos o asambleas— de los trabajadores, campesinos y soldados. El segundo Congreso Panruso de los Sóviets (1917) creó y eligió el primer Consejo de Comisarios del Pueblo (Sovnarkom) para administrar Rusia en nombre del pueblo. El presidente del Consejo de Comisarios del Pueblo, también elegido por el Congreso de los Sóviets, tuvo una función similar a la de un primer ministro. El primer presidente del Sovnarkom fue Vladímir Lenin.
El 1946, bajo el mandato de Iósif Stalin, los comisarios fueron renombrados en ministros, como parte de la reorganización del Sovnarkom, transformándose este en Consejo de Ministros.
Otros estados socialistas también incluyeron comisarios en sus gobiernos.

## Comisariados del Pueblo de la Unión Soviética[1]
- Comisariado del Pueblo para el Abastecimiento de la URSS
- Comisariado del Pueblo para la Agricultura de la URSS
- Comisariado del Pueblo para los Asuntos Exteriores de la URSS
- Comisariado del Pueblo para los Asuntos Internos de la URSS (NKVD)
- Comisariado del Pueblo para los Asuntos Militares y Navales de la URSS
- Comisariado del Pueblo para Asuntos Nacionales de la URSS
- Comisariado del Pueblo para el Comercio Exterior de la URSS
- Comisariado del Pueblo para el Comercio Interior de la URSS
- Comisariado del Pueblo para el Comercio Interior y Exterior de la URSS
- Comisariado del Pueblo para las Comunicaciones de la URSS
- Comisariado del Pueblo de Control Estatal de la URSS
- Comisariado del Pueblo para los Correos y Telégrafos de la URSS
- Comisariado del Pueblo para la Defensa de la URSS
- Comisariado del Pueblo para la Educación de la URSS
- Comisariado del Pueblo para los Ferrocarriles de la URSS
- Comisariado del Pueblo para las Finanzas de la URSS
- Comisariado del Pueblo para la Hacienda de la URSS
- Comisariado del Pueblo para la Industria Aeronáutica de la URSS
- Comisariado del Pueblo para la Industria de Carros de Combate de la URSS
- Comisariado del Pueblo para la Industria de la Construcción Naval de la URSS
- Comisariado del Pueblo para la Industria Forestal de la URSS
- Comisariado del Pueblo para la Industria Ligera de la URSS
- Comisariado del Pueblo para la Industria Pesada de la URSS
- Comisariado del Pueblo para la Industria Textil de la URSS
- Comisariado del Pueblo para la Inspección de Trabajadores y Campesinos de la URSS
- Comisariado del Pueblo para la Justicia de la URSS
- Comisariado del Pueblo para las Municiones de la URSS
- Comisariado del Pueblo para las Nacionalidades
- Comisariado del Pueblo para la Salud de la URSS
- Comisariado del Pueblo para la Seguridad Social
- Comisariado del Pueblo para los Sovjoses Cerealísticos y Ganaderos de la URSS
- Comisariado del Pueblo para el Trabajo de la URSS
- Comisariado del Pueblo de Transporte de Agua de la URSS
- Consejo Supremo de Economía Nacional de la URSS